# Kölner Journalistenschule
Die Kölner Journalistenschule bildet Journalisten mit dem Schwerpunkt Politik und Wirtschaft aus. Sie ist von Verlagen unabhängig und wird von einem gemeinnützigen Verein getragen.

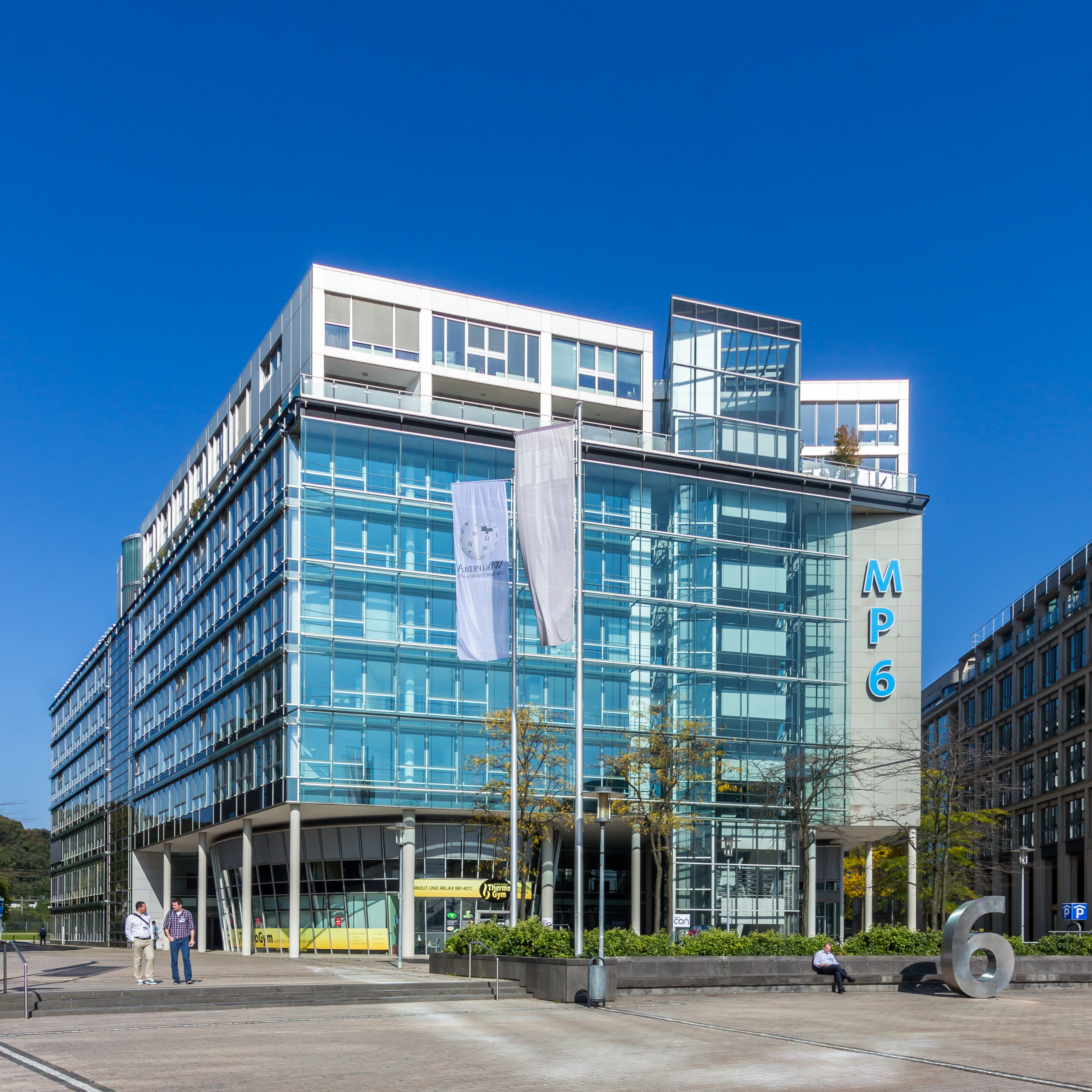
Der Sitz der Schule im Kölner Mediapark

## Ausbildung
Vollausbildung: Die  Vollausbildung dauert vier Jahre. Parallel zur Journalistenschule ist ein Bachelor-Studium der Volkswirtschaftslehre, Betriebswirtschaftslehre oder Sozialwissenschaften (Politik), an der Universität zu Köln vorgeschrieben.
Im ersten Ausbildungsjahr geht es um die Grundlagen des journalistischen Handwerks und um Lokaljournalismus. Die Schüler haben ein Semester lang Vollzeitunterricht mit hohem Praxisanteil inklusive eines achtwöchigen Praktikums in einer Lokalredaktion. Ab dem zweiten Ausbildungssemester studieren die Schüler parallel zur journalistischen Ausbildung an der Universität zu Köln. An der Schule besuchen sie Seminare zu Themen wie Reportage, Unternehmensberichterstattung oder trimedialem Produzieren (Beiträge erstellen für Print, Radio und Fernsehen). Der Schwerpunkt liegt auf Print- und Onlinejournalismus, hinzu kommt die Ausbildung für Radio- und Videojournalismus. In der Lehrredaktion produzieren die Journalistenschüler Beiträge für überregionale Medien, etwa für die FAZ, den WDR oder das Handelsblatt. Zur Ausbildung gehören weitere vier Praktika (Lokaljournalismus II, Online-, Wirtschafts- und Politikredaktion).
Kompaktausbildung: Seit 2020 gibt es zudem die zweijährige Kompaktausbildung. Voraussetzungen dafür sind ein abgeschlossenes Bachelor-Studium in einem wirtschafts-, sozial- oder politikwissenschaftlichen Studiengang sowie journalistische Erfahrung.

## Aufnahmeverfahren
Jährlich bis zum 15. Juni können Interessierte eine schriftliche Bewerbung einreichen. Sie besteht aus einem Lebenslauf und einem Motivationsschreiben. Die besten Bewerber werden zu einem Qualifikationstest nach Köln eingeladen. Dabei gibt es fünf Prüfungen: Wissenstest, Nachrichtenübung, Kommentarübung, Reportageübung und Bewerbungsgespräch.
Die Tests werden unabhängig voneinander ausgewertet und die Ergebnisse jedes Bewerbers entsprechend der Gewichtung der einzelnen Teile benotet. In der Regel werden die 20 Besten aufgenommen.

## Finanzierung
Die Schule finanziert sich nach eigenen Angaben hauptsächlich über Studiengebühren (ein Drittel der Gesamteinnahmen) sowie Spenden und Sponsoring (weitere 50 Prozent). Die Studiengebühren für die Vollausbildung richten sich nach dem Elterneinkommen und liegen zwischen 0 Euro (bis 40.000 Euro Elterneinkommen brutto) und 2.000 Euro pro Semester (ab 69.000 Euro Elterneinkommen brutto). Das Elterneinkommen spielt bei der Entscheidung über die Aufnahme an die Schule keine Rolle (es wird erst abgefragt, nachdem die Interessenten ihre Zusage für die Schule erhalten haben). Für die Kompaktausbildung werden Gebühren in Höhe von 500 Euro pro Monat erhoben. Förderer der Schule sind vor allem Großunternehmen, die auch gut sichtbar auf der Homepage eingewoben sind. Sponsoren erhalten im Gegenzug für ihr Engagement die Gelegenheit, ihr Unternehmen den Schülern vorzustellen. Diese Vorstellung ist stets eingebettet in ein Seminar zu der entsprechenden Branche, die Inhalte und die Dozenten des Seminars werden dabei allein von der Schule bestimmt. Ein geringerer Anteil der Einnahmen (25.000 Euro pro Jahr) kommt vom Land NRW. Weitere Einnahmen erzielt die Schule dadurch, dass sie an den Honoraren der von den Schülern in der Lehrredaktion erstellten und von den Medien veröffentlichten Artikel beteiligt wird. Auch durch die Mitgliederbeiträge des Trägervereins, eigene journalistische oder PR-Aufträge und Seminare mit Partnern erzielt die Schule Einnahmen.

## Geschichte
Die Journalistenschule wurde als Kölner Schule, Institut für Publizistik gegründet.
Der gemeinnützige Verein, der die Journalistenschule betreibt, wurde am 23. November 1968 in den Räumen des Institutes für vergleichende Sozialforschung an der Universität zu Köln gegründet. Die Gründungsmitglieder waren Hilmar S. Ankerstein (Vorsitzender der Kölnischen Gesellschaft für Christlich-Jüdische Zusammenarbeit), Gerd Grützmacher, Ingeborg Hilgert (ehemalige Leiterin der Schule), der Journalist Hans-Götz Oxenius, der Soziologe Erwin Scheuch, die Theologin Dorothee Sölle und Heinz D. Stuckmann, der erster Schulleiter wurde und es bis 1994 blieb. Stuckmann verließ die Schule, nachdem bekannt geworden war, dass er bis zur Wende für die Stasi gearbeitet hatte. Ingeborg Hilgert übernahm 1994 die Schulleitung. Von September 2009 bis Mitte 2015 war Günther Ludwig geschäftsführender Direktor. Seit er in den Ruhestand verabschiedet wurde, hat der ehemalige Manager-Magazin-Journalist Ulric Papendick diese Position inne.

## Absolventen
Seit dem Jahr 2000 organisieren sich die Alumni der Kölner Journalistenschule in einem eigenen Ehemaligenverein, dem „KS-Club“. Dieser hat inzwischen mehr als 200 Mitglieder, betreibt einen eigenen Job-Newsletter für Journalisten,  veranstaltet regelmäßige Ehemaligentreffen und vergibt den ergo-Preis für Nachwuchsjournalisten der Kölner Journalistenschule.
Die Schule haben unter anderem besucht:
- Holger Balodis, Fachjournalist für Ratgeberliteratur
- Michael Bauchmüller, Berlin-Korrespondent der Süddeutschen Zeitung
- Holger Beckmann, Moderator bei WDR 5 Zeitgeschehen
- Patrick Bernau, verantwortlicher Redakteur für Wirtschaft Online der F.A.Z.
- Ruth Camilla Berschens, Büroleiterin Brüssel beim Handelsblatt
- Uli Dönch, Leiter der Wirtschaftsredaktion des Focus
- Jörg Eigendorf, Konzernsprecher der Deutschen Bank
- Thomas Fischermann, Wirtschaftsredakteur für Die Zeit in Südamerika
- Theo Geers, Korrespondent für das Deutschlandradio im Hauptstadtstudio Berlin
- Marion von Haaren, ARD-Studio Berlin
- Sebastian Heiser, Investigativer Journalist
- Norbert Höfler, Auslandskorrespondent des Stern in New York
- Claus Hulverscheidt, New-York-Korrespondent der Süddeutschen Zeitung
- Rüdiger Jungbluth, Journalist und Autor
- Martin Kessler, Leiter Politik der Rheinischen Post
- Dirk Kurbjuweit, Chefredakteur Der Spiegel
- Henning Krumrey, Leiter Politik und Kommunikation bei der Alba Group
- Udo Lielischkies, ARD-Korrespondent in Moskau
- Elisabeth Niejahr, Leiterin des Hauptstadtbüros der Wirtschaftswoche
- Wolfgang Otto, stellvertretender Leiter der Projektgruppe Wirtschaft des Westdeutschen Rundfunks (WDR)
- Johannes Pennekamp, verantwortlicher Redakteur für Wirtschaftsnachrichten der F.A.Z.
- Roman Pletter, stellvertr. Ressortleiter Wirtschaft Die Zeit
- Michael Sauga, Berlin-Korrespondent Der Spiegel
- Hans-Jürgen Schlamp, stellvertr. Büroleiter Berlin Der Spiegel
- Oliver Schumacher, Regierungssprecher des Landes Nordrhein-Westfalen und Kommunikationschef Deutsche Bahn AG
- Christin Severin, Korrespondentin in London für die Neue Zürcher Zeitung
- Elisa Simantke, Koordinatorin des europäischen Rechercheverbundes Investigate Europe
- Olaf Storbeck, Frankfurt-Korrespondent der Financial Times
- Stefan Voßkühler, Chef vom Dienst in der n-tv-Wirtschaftsredaktion
- Jobst-Hinrich Wiskow, Leiter Presse- und Öffentlichkeitsarbeit Bundesverband der Deutschen Industrie
- Yasmine M’Barek, Journalistin und Podcasterin